# 天爐座ι
天爐座ι，又名CD-30 958，HD 16307、SAO 193795、HR 767，是天爐座的一颗恒星，视星等为5.75，位于銀經226.39，銀緯-66.88，其B1900.0坐标为赤經2h 31m 50.5s，赤緯-30° -66.88′ 50″。